# Arthur Colgan
Arthur Joseph Colgan CSC (* 8. November 1946 in Dorchester, Massachusetts, Vereinigte Staaten) ist ein US-amerikanischer Ordensgeistlicher und emeritierter römisch-katholischer Weihbischof im Bistum Chosica in Peru.

## Leben
Arthur Colgan trat der Kongregation vom Heiligen Kreuz bei und legte am 16. Juli 1966 die erste und am 11. August 1971 die ewige Profess ab. Seine Studien absolvierte er in den Vereinigten Staaten und in Chile. Am 27. Oktober 1973 empfing er die Priesterweihe.
Neben verschiedenen Aufgaben im Orden und in der Pfarrseelsorge war er von 1978 bis 1980 Generalvikar des Bistums Chimbote. Von 1982 bis 1992 war er Geschäftsführender Sekretär der Sozialkommission der peruanischen Bischofskonferenz. Von 1993 bis 1997 war er Bischofsvikar im Erzbistum Lima und von 1999 bis 2000 erneut für die Sozialkommission der Bischofskonferenz tätig. Für neun Jahre war er anschließend Provinzial der Ostprovinz seines Ordens in den Vereinigten Staaten. 2010 wurde er zum Generalvikar des Bistums Chosica berufen.
Papst Franziskus ernannte ihn am 13. Oktober 2015 zum Titularbischof von Ampora und zum Weihbischof in Chosica. Die Bischofsweihe empfing er am 12. Dezember desselben Jahres durch den Bischof von Chosica, Norbert Strotmann MSC. Mitkonsekratoren waren der Prälat von Chuquibamba, Jorge Enrique Izaguirre Rafael CSC, und der Altbischof von Chimbote, Luis Armando Bambarén Gastelumendi SJ.
Am 27. Dezember 2023 nahm Papst Franziskus das altersbedingte Rücktrittsgesuch von Arthur Colgan an.